# France Cegnar (agronom)
France Cegnar, slovenski agronom, živilski tehnolog in slikar. * 16. junij 1925, Domžale, † 19. oktober 2011, Ljubljana.

## Življenje in delo
Med vojno je bil nekaj časa interniran, po internaciji pa se pridružil NOB. Diplomiral je na zagrebški Agronomski fakulteti (1950) in prav tam tudi doktoriral (1970). Strokovno se je izpopolnjeval v ZDA. Zaposlen je bil na Kmetijskem gospodarstvu Rakičan, pri Drava eksportu v Mariboru in Slovenija sadju v Ljubljani, pri Glavni zadružni zvezi Slovenije in v Hladilnici Zalog. Leta 1975 je bil med pobudniki ustanovitve centra za embalažo pri Gospodarski zbornici Slovenije, ki se je kasneje razvil v Jugoslovanski inštitut za trgovino in embalažo; v novonastalem inštitutu je vodil oddelek za embalažo in transport. Leta 1963 je bil izvoljen za predavatelja na ljubljanski BF, kjer je postal 1975 izredni in 1981 redni profesor. V letih 1979−81 je bil predstojnik oddelka živilske tehnologije na BF v Ljubljani. V znanstveno raziskovalnem delu se je posvetil problemom embalaže, tehnike pakiranja in transporta. Ljubiteljsko je tudi slikal olja na platnu in pastele. 